# Percy Amaury Talbot
Pour les articles homonymes, voir Talbot (homonymie).

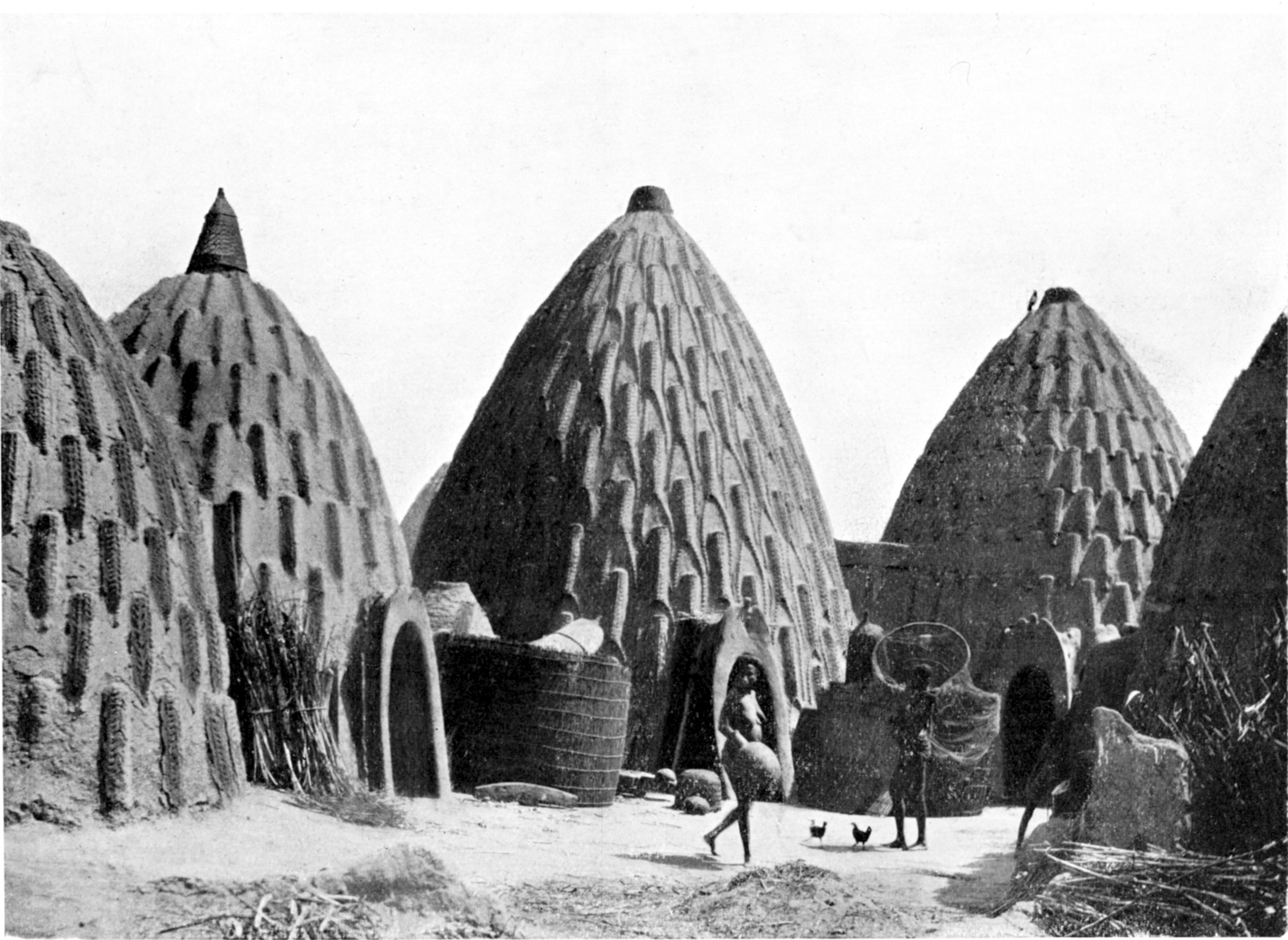
Photographie de maisons coniques de la tribu Banana du peuple Musgum au Cameroun, prise en 1912 par Percy Amaury Talbot.

Percy Amaury Talbot, né le 26 juin 1877 et mort le 28 décembre 1945 à Cheltenham, est un anthropologue et collecteur de plantes britannique, actif au Nigeria en compagnie de sa femme, Dorothy Amaury Talbot (1871-1916).

## Hommages
Décerné par le Royal Anthropological Institute (RAI) de Londres, un prix (le Amaury Talbot Prize for African Anthropology) récompense chaque année le meilleur travail en anthropologie africaine.
De nombreux taxons lui rendent hommage : les genres Talbotia et Talbotiella ; les espèces Achyranthes talbotii, Aulacocalyx talbotii, Belonophora talbotii, Bolusiella talbotii, Globulostylis talbotii, Pauridiantha talbotii, Physacanthus talbotii, Soyauxia talbotii, Tricalysia talbotii.